# La muerte de Sebastián Arache y su pobre entierro
 La muerte de Sebastián Arache y su pobre entierro es una película de Argentina filmada en Eastmancolor dirigida por Nicolás Sarquís sobre su propio guion escrito según su argumento escrito en colaboración con Luis Priamo  y Haroldo Conti que se estrenó el 17 de marzo de 1983 y que tuvo como actores principales a Raúl Parini, Raúl del Valle, Luisa Vehil,  Héctor Posadas y Marta Roldán. Fue filmada en Patquía, Campos de Talampaya, provincia de La Rioja.

## Producción
Comenzó a rodarse en 1972 y estuvo cinco meses paralizado por la muerte del actor Raúl del Valle. Se reinició en abril de 1974 y se finalizó  al mes siguiente. El armado final, incluyendo sonorización, música y doblaje, es de 1976 y en marzo del año siguiente ya estaba la versión definitiva de la película. El filme fue exhibido en los Festivales de Cannes, Montreal, Túnez y Valladolid.

## Sinopsis
Sebastián Arache visita el pueblo de sus padres buscando sus raíces.

## Reparto
Participaron en la película los siguientes intérpretes:
- Raúl del Valle …Juan Gregorio Valdez
- Augusto Kretschmar …Segundo Sosa
- Héctor Posadas …Abel Bazán
- Marta Roldán …Manuela Sosa
- Luisa Vehil …Ana Tamayo
- Jorge Asís …Fábulo Vega
- María Cignacco …Mujer de Sosa
- Raúl Parini …Sebastián Arache
- Juan Carlos Ricci …Miguel Sosa
- Amanda Sáenz Valiente …Bernabé
- Petrona Vera …Una mujer
- Juan Luna
- Severo Carrizo
- Juan Tobarés
- José Torchima
- Reyes Verón  - Mujer ayudante del telar
- Mario Luis Contreras -Niño que sostiene un perro
- Chazo Bazán
- Domingo Núñez
- Osvaldo Sarquís …Voz en off
- Anastasio Quiroga …Voz en off
- Cristina Aroca …Voz en off
- Luis Priamo …Voz en off
- Elena Tasisto …Voz de la mujer de la luz
- María José Demare …Otra mujer
- Franklin Caicedo ...Doblaje
- Héctor Bidonde …Doblaje
- Marta Gam …Doblaje
- Márgara Alonso …Doblaje
- Susana Lanteri …Doblaje

## Comentarios
Adrián Desirato en La Prensa opinó:

«…de arrebatado aliento poético. Respira un profundo sentimiento latinoamericano aunque…se convierte en una reflexión universal sobre el hombre.»

Manrupe y Portela escriben:

«…uno de los últimos ejemplos del buen cine antropológico.»

Humor opinó:

«… las virtudes de Sebastián Arache son destacables por sí solas…consigue atraer principalmente por presentar un cuadro de audacia e imaginación, atípico en nuestra pequeñísima “pantalla grande”…tanta segura plasticidad, tanta ausencia deliberada de rebusques taquilleros, sólo pueden obedecer a una cámara severamente ocupada de su propia sensibilidad….suma al de su implacable honestidad, otro mérito interesante: el de su temática….cuando se opaca este protagonismo para erigir como absoluto el del paisaje… la película se hace peligrosamente lenta y necesitada de síntesis. Y se abandona el conflicto central “Hijo-Padre Desaparecido” que …no merece ser traicionado en su interés anecdótico. …“Tal vez me faltó una buena dosis de racionalidad para conseguir un resultado menos elíptico, más directo, menos intemporal”, expresa (Sarquís), sin enemistarse con su libertad lograda. Más allá de lentitudes en exceso esmeradas, y de dictados plásticos acaso demasiado severos para con los actores y su desenvolvimiento, Sebastián Arache es un estreno que vale aplaudir. Porque siempre es necesario aplaudir al artista que se juega con sus imágenes, al artista que por eso mismo, no abandona la pureza. »